# Łosiatyński
Łosiatyński – polski herb szlachecki.

## Opis herbu
Opis zgodnie z klasycznymi zasadami blazonowania:
W polu czerwonym nad toczenicą srebrną, w której takiż krzyż kawalerski, takaż strzała. Brak klejnotu. Labry czerwone, podbite srebrem.

## Najwcześniejsze wzmianki
Herb wzmiankowany po raz pierwszy, ale bez barw przez Paprockiego w Gnieździe cnoty i Herbach rycerstwa polskiego, następnie przez Okolskiego w Orbis Polonus i Niesieckiego w Koronie polskiej (już z barwami).

## Herbowni
Herb ten był używany tylko przez jedną rodzinę herbownych (herb własny):
Łosiatyński (Łasiatyński). 
Rodzinę tę notowano niekiedy z przydomkiem Szernicki, który bywał brany za nazwisko.
Seweryn Uruski podaje, że z herbem tym wylegitymowało się w Rosji 38 osób o nazwisku Łosicki. Zapisano ich do ksiąg guberni wileńskiej.